# Abierto de Chile 2022
El Chile Open 2022, oficialmente Chile Dove Men+Care Open, fue un evento de tenis de la ATP Tour 250. Se disputó en Santiago (Chile) en la cancha central del Complejo Mario Caracci Onetto, San Carlos de Apoquindo, desde el 21 hasta el 27 de febrero de 2022.

## Distribución de puntos
| Modalidad            | Campeón | Finalista | Semifinales | Cuartos de final | 2ª ronda | 1ª ronda | Clasificados | 2ª ronda de clasificación | 1ª ronda de clasificación |
| Individual masculino | 250     | 165       | 100         | 50               | 25       | 0        | 13           | 7                         | 0                         |
| Dobles masculino     | 250     | 150       | 90          | 45               | 20       | 0        | -            | -                         | -                         |

## Cabezas de serie

### Individuales masculino
| Tenista           | Ranking | Preclasificado |
| Christian Garín   | 19      | 1              |
| Albert Ramos      | 33      | 2              |
| Federico Delbonis | 37      | 3              |
| Pedro Martínez    | 62      | 4              |
| Federico Coria    | 63      | 5              |
| Miomir Kecmanović | 70      | 6              |
| Sebastián Báez    | 72      | 7              |
| Facundo Bagnis    | 77      | 8              |

- Ranking del 14 de febrero de 2022.[3]

### Dobles masculino
| Tenistas                           | Ranking | Preclasificado |
| Rafael Matos Felipe Meligeni Alves | 143     | 1              |
| Pedro Martínez Andrea Vavassori    | 145     | 2              |
| André Göransson Nathaniel Lammons  | 157     | 3              |
| Nicholas Monroe Jackson Withrow    | 188     | 4              |

## Campeones

### Individual masculino
Pedro Martínez venció a  Sebastián Báez por 4-6, 6-4, 6-4

### Dobles masculino
Rafael Matos /  Felipe Meligeni Alves vencieron a  André Göransson /  Nathaniel Lammons por 7-6(10-8), 7-6(7-3)